# Aelfgifu Aelfhelmsdotter
Aelfgifu Aelfhelmsdotter va néixer possiblement l'any 970, com a filla del cavaller Aelfhelm, qui va ser assassinat per ordre del rei Etelred l'Indecís.
En algun moment, durant la conquesta danesa d'Anglaterra, Aelfgifu es va casar amb Canut II de Dinamarca, naixent de la seva unió dos fills: Harold Harefoot i Sveinn Knútsson.
Més tard, Canut es va casar amb la filla d'Etelred II, Emma de Normandia, la qual fou considerada l'única i legítima esposa d'acord amb les lleis de l'Església Catòlica. Després d'això, les seves relacions amb Canut són incertes. De totes maneres, ella va romandre lleial a la seva causa i va acompanyar al seu fill Svend a Noruega, qui va viatjar com a lloctinent del seu pare després de conquerir aquest país. Però el govern d'ambdós es va guanyar l'odi dels noruecs pels excessius impostos. A l'any següent (1036), van ser expulsats de Noruega, i Svend va morir en el camí cap a Anglaterra on pensava cercar refugi; entre tant Aelfgifu torna cap a Dinamarca.
Temps més tard, Aelfgifu torna a Anglaterra per donar suport al seu fill Harold per prendre la corona d'aquest país, fent front al seu pare Hardecanut i a Emma.
Va morir cap a l'any 1044.